# Tranga Rugie
Tranga Rugie, artiestennaam van Rugia Stekkel, is een Nederlands-Surinaams zangeres, songwriter en arrangeur. Als zangeres werd ze na 2010 bekend met liedjes voor kinderen. In 2020 begon ze een solocarrière waarmee ze zich op een ouder publiek richt. In oktober van dat jaar werd haar hit Bigisma floot bekroond met een gouden plaat.

## Biografie
Tranga Rugie werd in circa 1988/1989 geboren. Op veertienjarige leeftijd verhuisde ze naar Nederland.
Ze begon haar muziekloopbaan op 5 augustus 2010 bij The Music Lovers, die vooral geliefd raakten bij kinderen. In 2014 bracht ze het kasekoalbum Speciaal voor de kinderen uit, waarvan ze een exemplaar overhandigde aan de first lady Ingrid Bouterse-Waldring. Dit jaar won ze ook de Kids Idool Award. In 2017 nam Rugie de ep Het is een feestje op met de negenjarige Genesis en tienjarige Jerumy. In de beginjaren waren er hits met Baby lief, Ye law mi, Liever bij jou en Doenga.
Tussendoor was ze in Nederland, waar ze samenwerkte met artiesten als I Am Aisha, Yes-R, Capital Candy, Lady Bee en KD Soundsystem. Rond 2017 vervolgde ze haar carrière in Suriname.
In april 2020 bracht ze Fa a du kang uit met Naomi Faerber en Tjatjie. Ze was een van de artiesten die met DJ Stiekz in mei van dat jaar Tequila Party uitbrachten, een parodie op de toespraak van luitenant-kolonel Danielle Veira over het bezoeken van coronaparty's tijdens de corona-lockdown in Suriname. In de videoclip speelden ook Jörgen Raymann, Roué Verveer en Jandino Asporaat mee.
Met The Music Lovers bracht ze in juni 2020 de single Wani go uit via het Nederlandse label Top Notch. Tegelijkertijd startte ze een solocarrière en lanceerde ze haar album Culturu met zelfgeschreven en gearrangeerde nummers. Als soloartieste richt ze zich op een publiek met een leeftijd van 25+. Ondertussen had ze met The Music Lovers in juli een hit met Bigisma floot, dat bestaat uit een compilatie van bekende kasekoliedjes. Enkele maanden later werd dit haar eerste gouden plaat.
In september 2021 schreef ze na een spirituele ingeving een inheems lied, getiteld 'Ala libi lontu', de 'ingi vloot'. Haar moeder heeft inheems bloed, evenals twee broers en een zus. Het lied duurt bij elkaar 38 minuten. Haar video Waarom werd in 2022 op YouTube meer dan een miljoen keer bekeken; haar album bereikte op Spotify meer dan een miljoen views.